# Stora Lommetjärnen, Dalsland
Stora Lommetjärnen är en sjö i Dals-Eds kommun i Dalsland och ingår i Göta älvs huvudavrinningsområde.